# Дом Моцарта (Аугсбург)
Дом Моцарта — музей в Аугсбурге. Он посвящён музыканту Леопольду Моцарту, отцу Вольфганга Амадея Моцарта. Музей открылся в 1937 году и после реконструкции в 1993 году был вновь открыт для посетителей.
Внутри музея вы сможете увидеть клавиатуру мастера инструментов Андреаса Штайна, на которой отец и сын Моцарты играли вместе. Помимо музыкальных инструментов, в музее представлены и другие предметы, связанные с семьёй Моцартов, включая гравюры, картины, фотографии, книги, партитуры и рукописные письма.
Внутри музея звучит музыка, которая погружает посетителей в атмосферу XVIII века. Также имеется мультимедийный зал с аудиогидом на немецком, английском и японском языках.

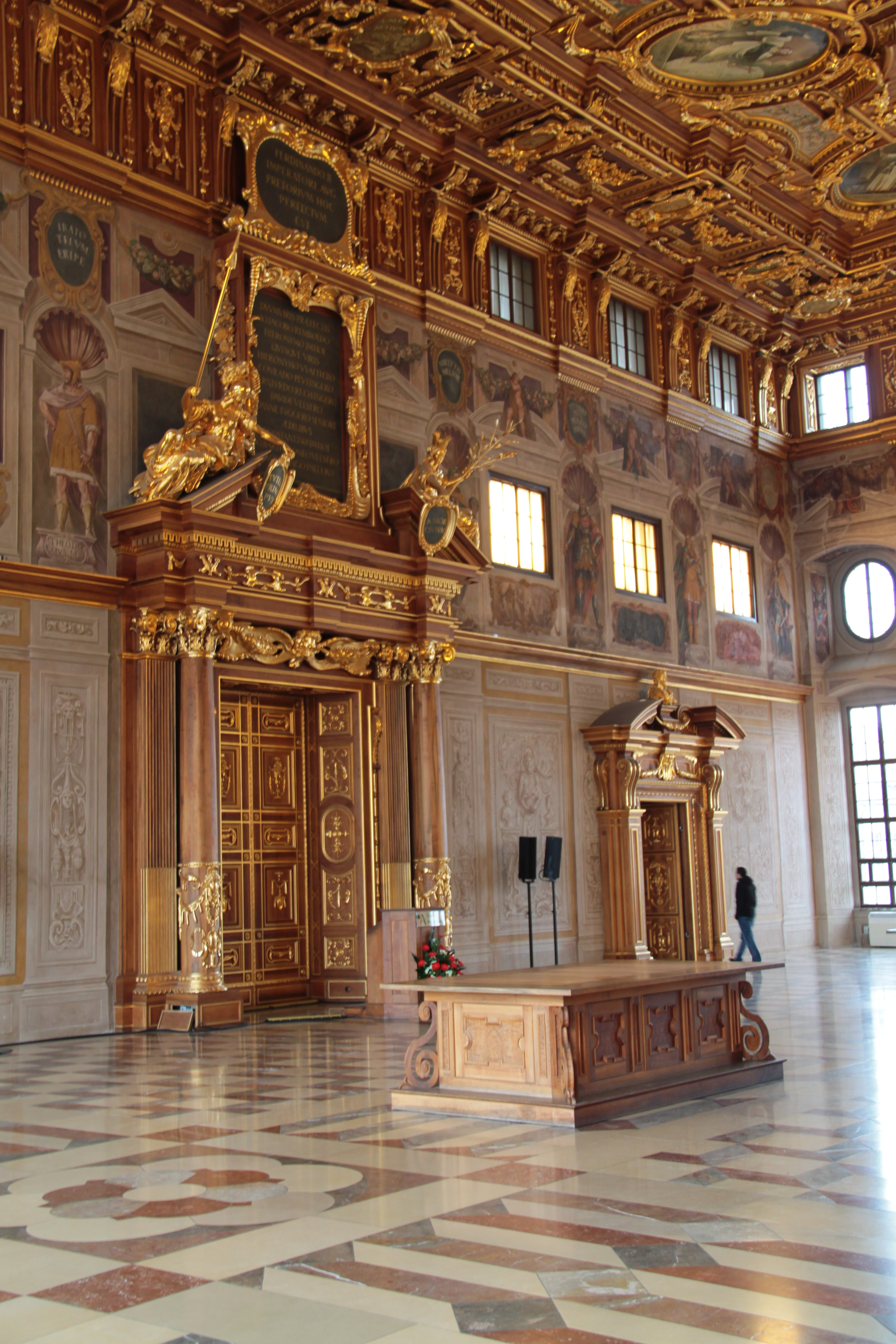
Золотой зал в ратуше Аугсбурга

За дополнительную плату посетители могут посетить Золотой зал в ратуше Аугсбурга, расположенный рядом с музеем. Эта комната призвана напоминать о юности Леопольда Моцарта.
Леопольд Моцарт был известным композитором и вторым капельмейстером. В 1756 году он основал скрипичную школу и стал известен во всей Европе своим методом игры на скрипке. Он также преподал музыкальные навыки своему сыну-композитору.
Вольфганг Амадей Моцарт посещал родной город своего отца Аугсбург пять раз: в 1763, 1766, 1777, 1781 и 1790 годах. Во время своего третьего визита в Аугсбург он встретил свою кузину Марию Анну Феклу Моцарт, с которой начал роман. В следующие четыре года он написал Базельские письма, в которых поделился своими воспоминаниями об Аугсбурге.